# Molna
Molna (niem. Mollna) – wieś w Polsce położona w województwie śląskim, w powiecie lublinieckim, w gminie Ciasna.
| SIMC    | Nazwa             | Rodzaj    |
| ------- | ----------------- | --------- |
| 0130636 | Gajdowe           | część wsi |
| 1002550 | Kolonia           | część wsi |
| 1002567 | Kolonia Kościelna | część wsi |
| 1002691 | Płaszczak         | część wsi |
| 1002745 | Smuga             | część wsi |

W latach 1975–1998 miejscowość administracyjnie należała do województwa częstochowskiego.

## Historia
W XIX w. na pieczęci gminnej widniał wizerunek kosy w słup w prawo na trawiastym podłożu. 
W 1936 władze hitlerowskie, chcąc zatrzeć słowiańskie pochodzenie nazwy wsi, przemianowały ją na Waldwiesen. 